# محمد أباد (غرغان)
محمد أباد (بالفارسية: محمدآباد) هي قرية تقع في قسم انجيرآب الريفي في إيران. يقدر عدد سكانها بـ 2,140 نسمة .